# Faber Grand Prix 1996
Faber Grand Prix 1996 — жіночий тенісний турнір, що проходив на закритих кортах з килимовим покриттям в Ессені (Німеччина). Належав до турнірів 2-ї категорії в рамках Туру WTA 1996. Турнір відбувся вчетверте і тривав з 19 до 25 лютого 1996 року. Перша сіяна Іва Майолі здобула титул в одиночному розряді.

## Фінальна частина

### Одиночний розряд
Іва Майолі —  Яна Новотна 7–5, 1–6, 7–6(8–6)
- Для Майолі це був 2-й титул за сезон і 4-й — за кар'єру.

### Парний розряд
Мередіт Макґрат /  Лариса Савченко —  Лорі Макніл /  Гелена Сукова 3–6, 6–3, 6–2
- Для Макґрат це був 1-й титул за рік і 25-й — за кар'єру. Для Савченко це був 2-й титул за сезон і 61-й — за кар'єру.

## Розподіл призових грошей
| Дисципліна       | П       | Ф       | ПФ      | ЧФ     | 1/8    | 1/16   |
| Одиночний розряд | $79,000 | $36,000 | $17,850 | $9,400 | $4,950 | $2,600 |